# البلدة القديمة (بئر السبع)
قالب:שכונהالبلدة القديمة في بئر السبع هي المدينة الوحيدة التي تم بناؤها بواسطة الحكم العثماني خلال فترة حكمهم في فلسطين، وشكلت مركزًا رئيسيًا للسيطرة على القوات العسكرية. تم الاستيلاء على المدينة من قبل البريطانيين في أكتوبر 1917، ثم من قبل الجيش المصري في مايو 1948، ولاحقًا من قبل الجيش الإسرائيلي. حتى الثمانينيات، كانت المدينة القديمة المركز التجاري ومركز الأعمال الرئيسي في بئر السبع. بعد إنشاء المركز التجاري النقب (קניון הנגב) في عام 1990 ومراكز تجارية أخرى في السنوات التالية، انخفضت شعبية المدينة القديمة إلى حد ما.
في العقد الأخير، تحاول بلدية بئر السبع إعادة أمجاد البلدة القديمة كمنطقة مركزية في المدينة، بواسطة تجديد وتحديث الشوارع، المنازل، الحدائق، والمتاحف، ومن خلال إقامة مهرجانات وأنشطة للأطفال في البلدة القديمة.

## تاريخ

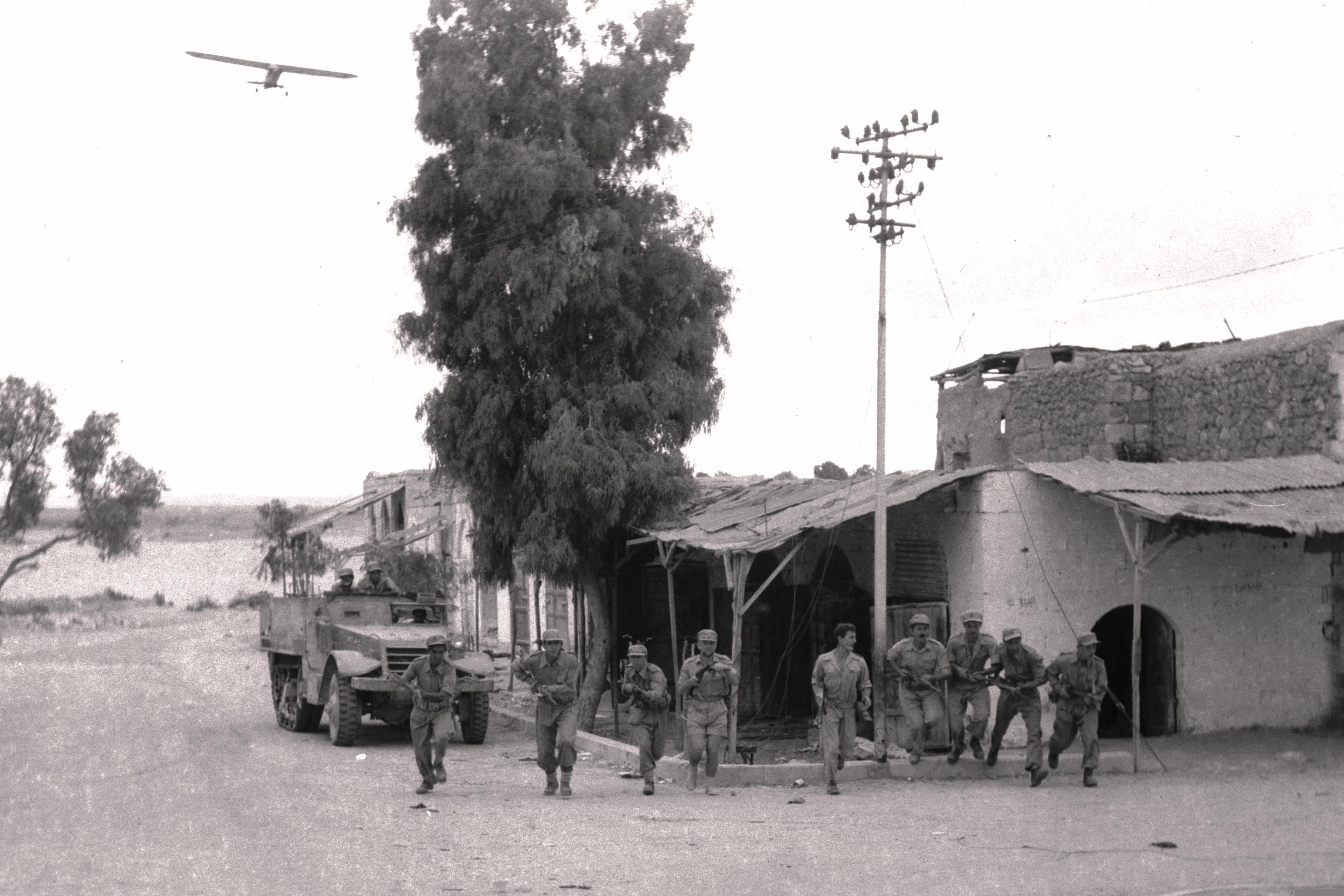
قوات الجيش الاسرائيلي تدخل بئر السبع، 22 أكتوبر 1948

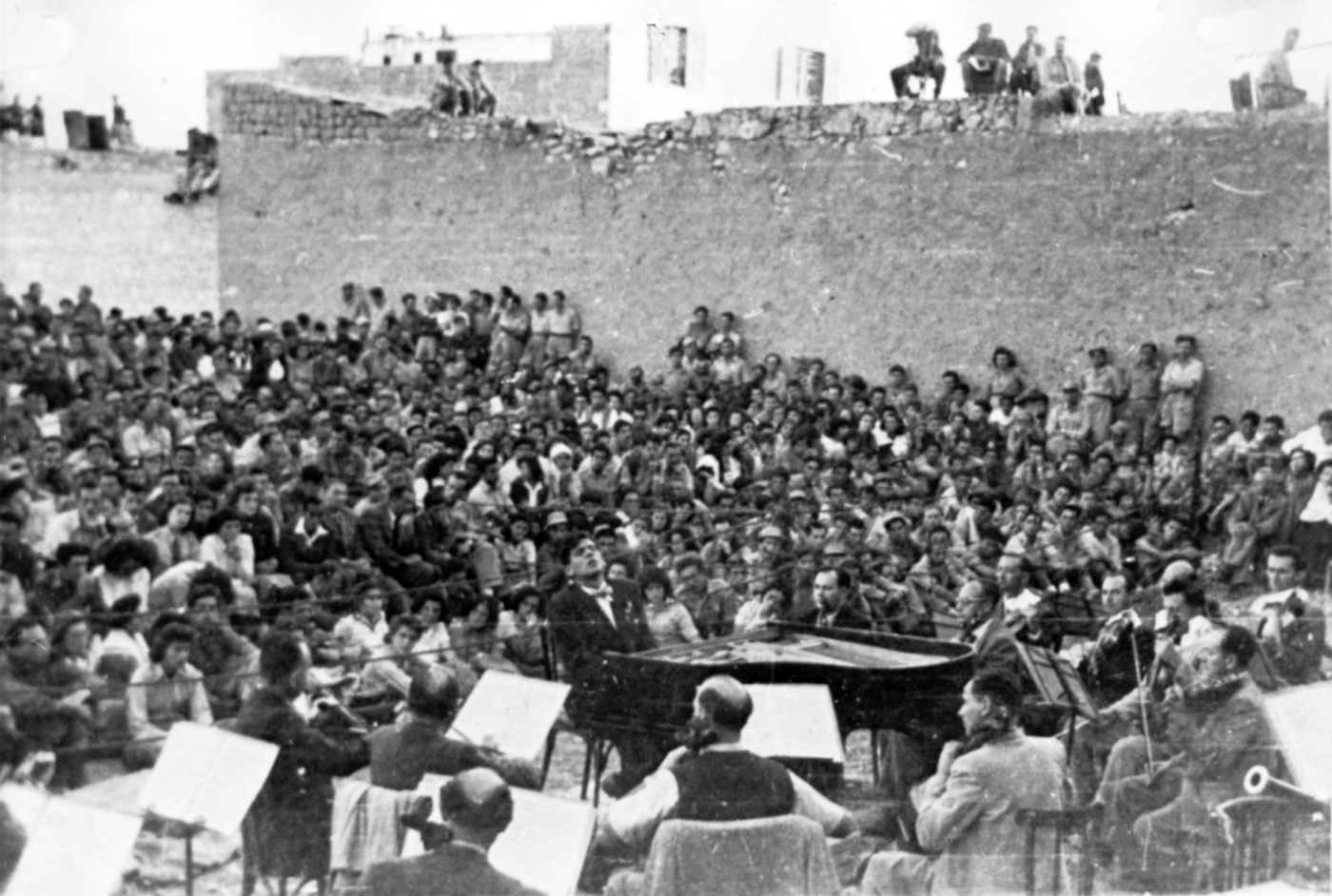
ليونارد برنشتاين يعزف مع أوركسترا إسرائيل الفلهارمونية أمام الجنود في حفل موسيقي مفتوح في بئر السبع، 1948

بدأ تأسيس المدينة في عام 1900، وقد تم تخطيطها وفقًا لنموذج شوارع مختلط. حُدِّد موقعها بالقرب من ثلاثة من أكبر تجمعات البدو، وذلك بسبب وجود كميات كبيرة من المياه الجوفية في المكان. كان البناء الأول الذي أقيم عبارة عن محطة الشرطة ذات الطابقين، التي بُنيت بهدف تقليل النزاعات بين القبائل البدوية.
شمل تخطيط المدينة  60 قطعة مربعة بأبعاد مختلطة، كل واحدة بمساحة 3.6 دونم (60x60 مترًا)، وكل مربع تم تقسيمه إلى 4 أقسام مختلفة. كان عرض الشوارع حوالي 15 مترًا باستثناء شارع كيرن كايمت (كك"ل) الذي كان بمثابة محور رئيسي في المدينة، وكان عرضه حوالي 20 مترًا. بالإضافة إلى ذلك، شمل التخطيط عددًا من المباني الفخمة مثل السرايا، المسجد، منزل الحاكم، وغيرها. كان الغرض من هذه المباني هو إبراز قوة الحكم.
خلال الحرب العالمية الأولى، ابتداءً من عام 1914، كانت المدينة مقرًّا للجيش التركي العثماني، وفي عام 1915 أقيمت فيها محطة قطار، حيث كانت السكة الحديدية تمتد من اللد وكان من المخطط لها أن تصل إلى قناة السويس، ولكن لم يتم بناؤها حتى النهاية.
في 31 أكتوبر 1917، تم الاستيلاء على المدينة بواسطة قوات الأنزاك التابعة للجيش البريطاني بقيادة الجنرال اللنبي. استمر البريطانيون في تطوير المدينة وفقًا لخطط بناء حضرية تتوافق مع الخطة التي بنى بها الأتراك المدينة. الأكثر شهرة بين هذه الخطط كانت تلك التي وضعها هنري كندال عام 1937. خلال فترة الحكم البريطاني، كانت المدينة عربية وكانت تُعرف باسم بئر السبع. في إحصاء السكان الذي أجري عام 1922، كان يعيش في بئر السبع نحو 2,356 نسمة، من بينهم 98 يهوديًا فقط. حتى عام 1936، كانت تسكنها عائلات يهودية قليلة فقط.
وفقًا لخطة التقسيم، تم تضمين بئر السبع ضمن الدولة العربية المزمع إقامتها في فلسطين. خلال الاحتلال الاسرائيلي، مع مغادرة البريطانيين أرض فلسطين، اجتاحتها القوات المصرية من اتجاهين، حيث مر الفيلق الشرقي واستولى على بئر السبع، وأقام فيها مقر للإخوان المسلمين. تم الاستيلاء على المدينة القديمة من المصريين بواسطة الجيش الإسرائيلي في 22 أكتوبر 1948، ضمن "عملية موسى" التي قادها لواء النقب تحت قيادة نحوم ساريج. في 20 نوفمبر، وصل ليونارد برنشتاين والأوركسترا الفيلهارمونية الإسرائيلية إلى المدينة القديمة للأداء أمام الجنود.
في المدينة القديمة، تم بناء سبعة ممرات (مجمعات من المتاجر والمساكن المغطاة). حتى الثمانينات، كانت المدينة القديمة تعتبر مركزًا الأعمال والتجارة في بئر السبع، لكن بناء المولات تسبب في انتقال معظم المحلات التجارية إلى أماكن أخرى.

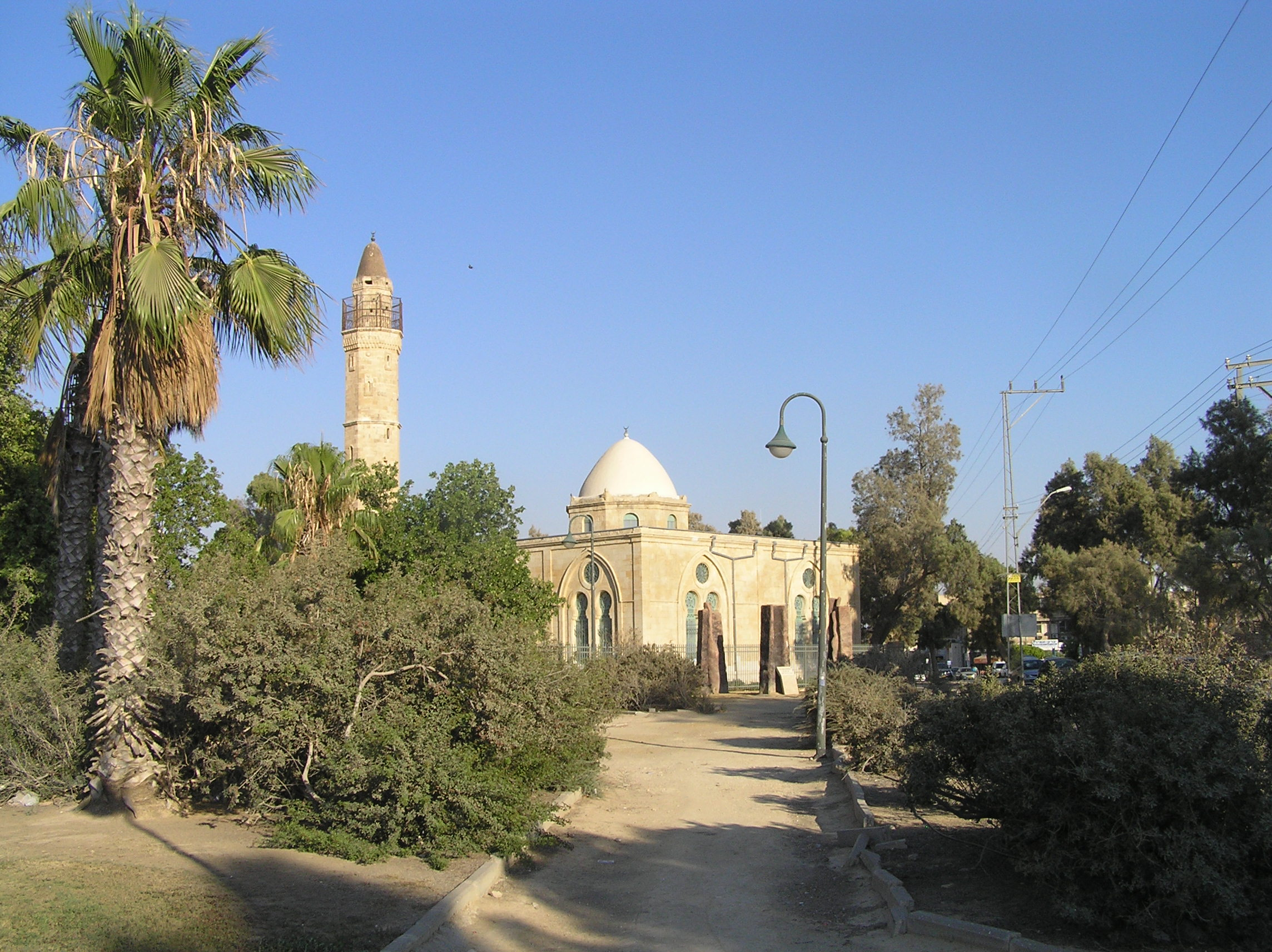
المسجد الكبير

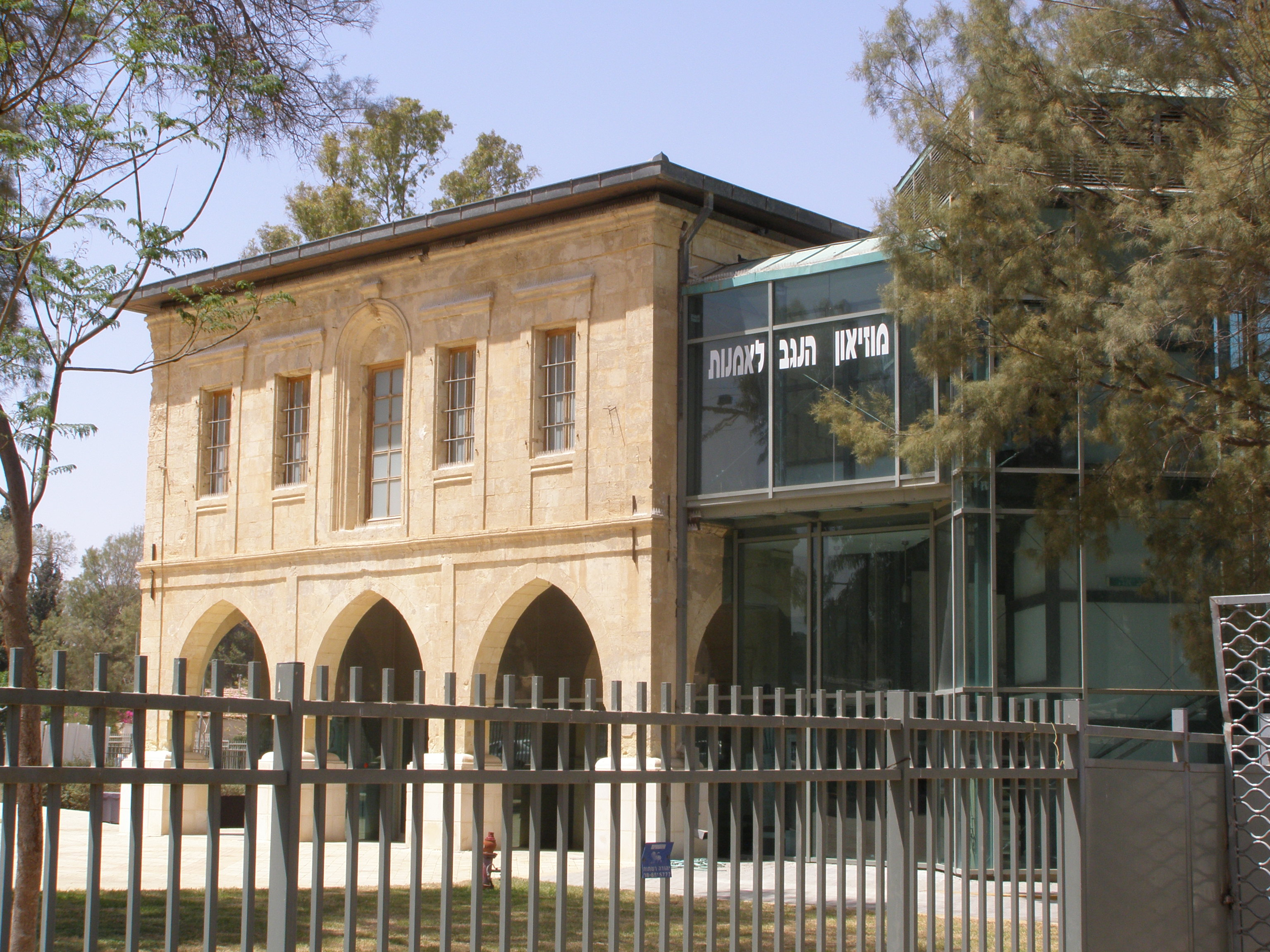
متحف النقب للفنون في منزل المحافظ

من بين ما يقرب من 350 مبنى متبقي من فترة العثمانيين والانتداب، يمكن تسمية عدة مواقع تعتبر الأكثر جاذبية:

## معرض الصور

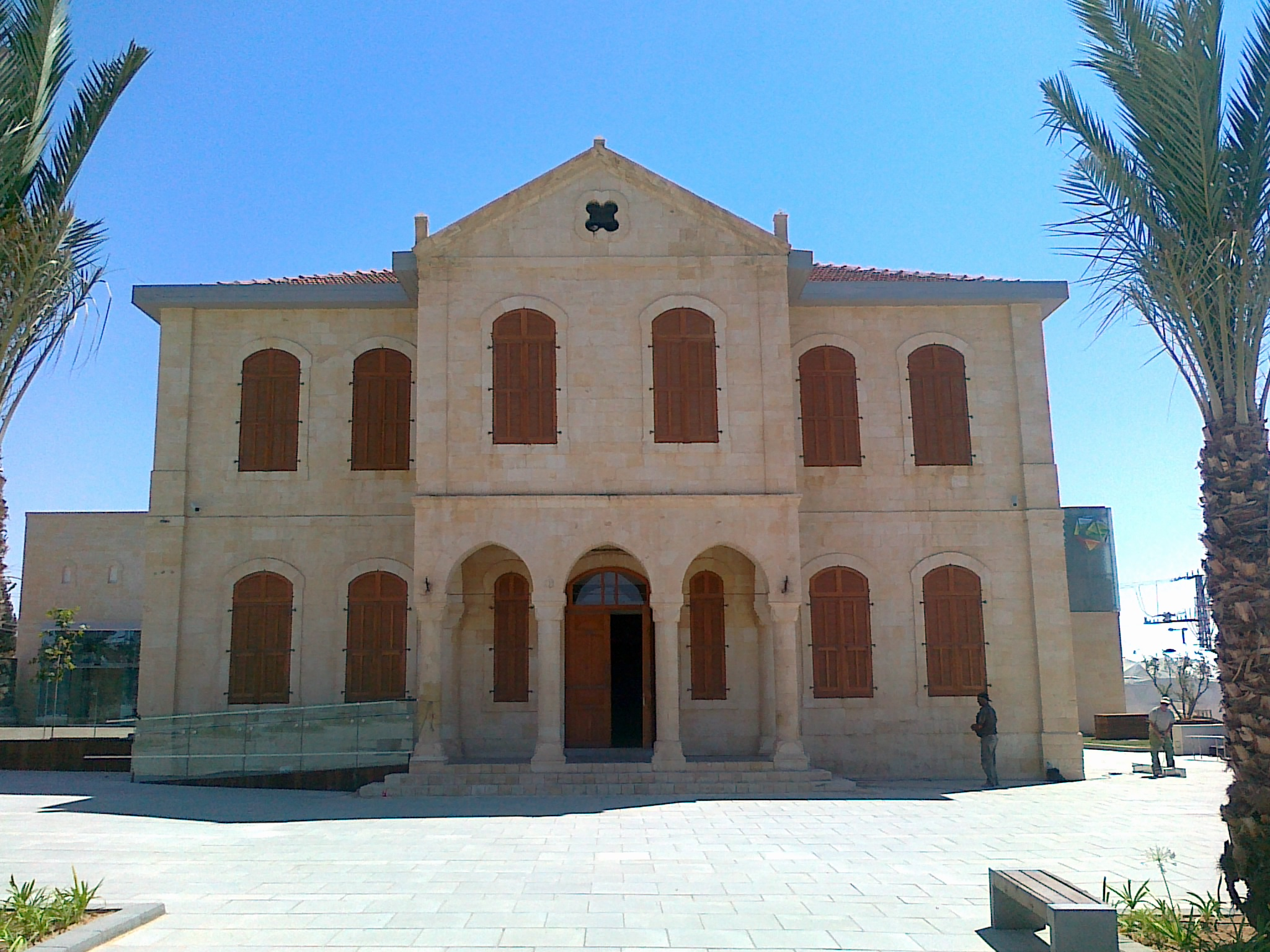
مدرسة أبناء مشايخ البدو
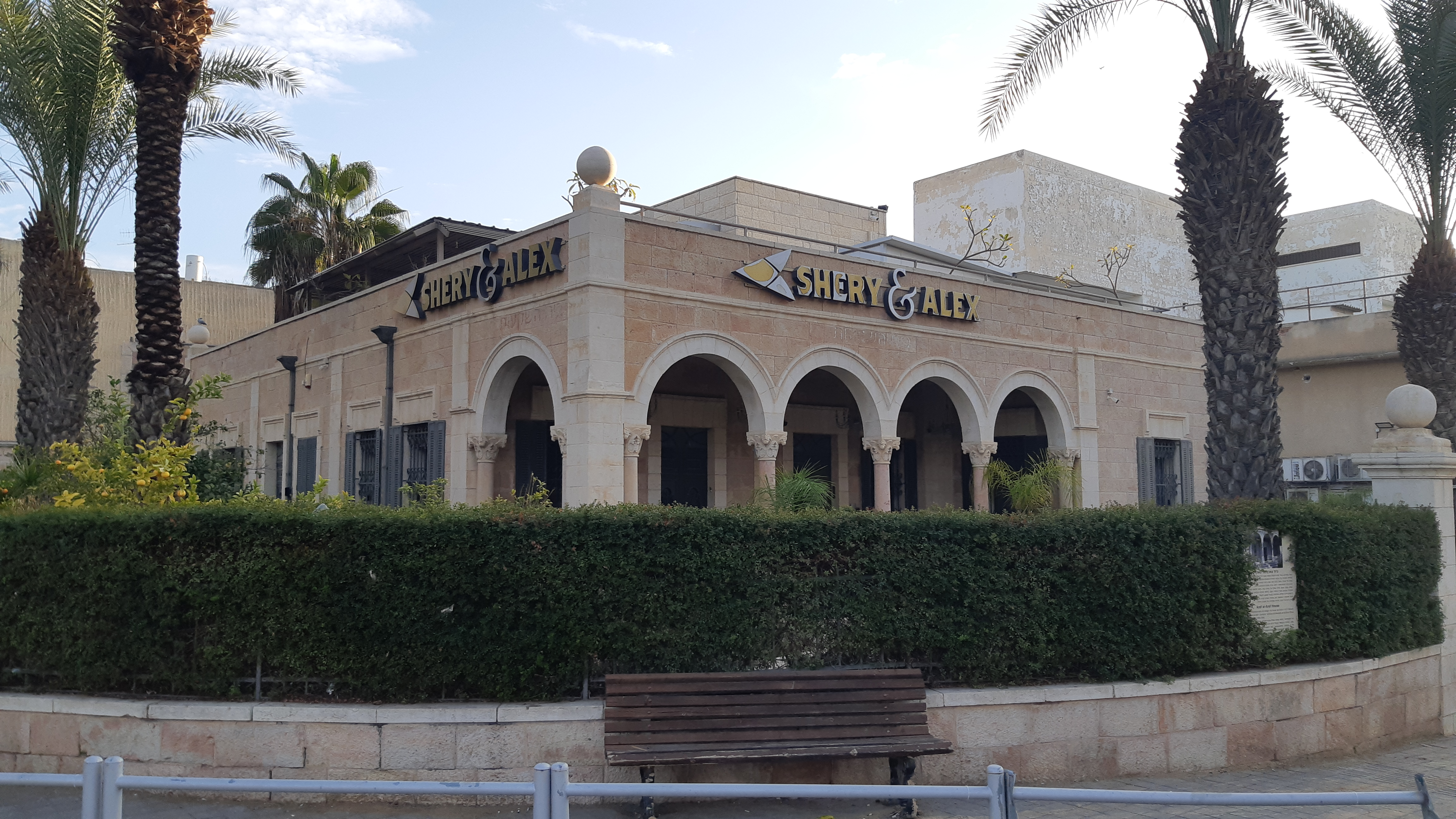
بيت عارف العارف
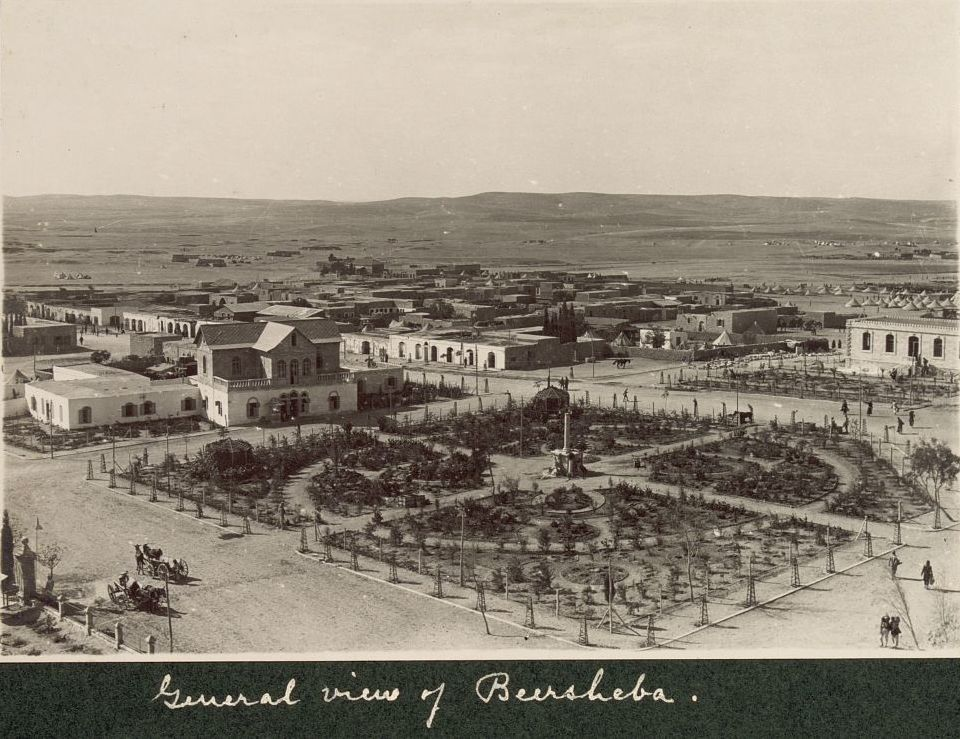
بئر السبع عام 1916. تظهر في الصورة الحديقة العامة التي أقامها الأتراك عام 1902، ودار السرايا